# البحث عن منفذ لخروج السيد رامبو
البحث عن منفذ لخروج السيد رامبو هو فيلم درامي مصري صدر عام 2025، من إخراج خالد منصور في أول تجربة إخراجية له لفيلم روائي طويل، وتأليف خالد منصور ومحمد الحسيني. الفيلم من بطولة عصام عمر، ركين سعد، سماء إبراهيم، وأحمد بهاء، مع ظهور عدد من ضيوف الشرف مثل يسرا اللوزي وبسمة. تدور أحداث الفيلم حول شاب يُدعى حسن يواجه تحديات الحياة في القاهرة، ويجد نفسه مطاردًا بعد حادث يتورط فيه مع كلبه رامبو، مما يدفعه للبحث عن مخرج آمن له ولصديقه الأربع أرجل. عُرض الفيلم لأول مرة في مهرجان فينيسيا السينمائي الدولي عام 2024، وحقق نجاحًا نقديًا ملحوظًا، لكنه واجه تحديات في شباك التذاكر بإيرادات متواضعة.

## ملخص القصة
تدور أحداث الفيلم حول حسن (عصام عمر)، شاب في الثلاثينيات من عمره يعيش حياة متواضعة في القاهرة مع كلبه رامبو، الذي يعتبره صديقه الوحيد. يتورط حسن ورامبو في حادث خطير دون ذنب منهما، عندما يهاجم رامبو كارم (أحمد بهاء)، جاره البلطجي الذي يملك العقار الذي يعيش فيه حسن. يتوعد كارم بالانتقام من الكلب، مما يضع حسن أمام خيارين: إما التخلي عن رامبو للحفاظ على استقراره، أو البحث عن مخرج آمن له ولكلبه.
تأخذ الرحلة حسن عبر شوارع القاهرة، من شرقها إلى غربها، حيث يواجه مخاوفه، يعيد اكتشاف ماضيه، ويصطدم بواقع اجتماعي قاسٍ. تبرز شخصيات ثانوية مثل أسماء (ركين سعد)، الفتاة المغتربة التي تسعى لمستقبل أفضل، وألطاف (سماء إبراهيم)، والدة حسن المكافحة التي تحملت مسؤولية الأسرة بمفردها بعد هجرة الأب. يتناول الفيلم موضوعات اجتماعية عميقة، مثل الفقر، الهشاشة الاجتماعية، والبحث عن الهوية في مجتمع طاحن.

## الاستقبال
حظي الفيلم بإشادة نقدية واسعة، خاصة لأسلوبه الواقعي وتناوله العميق لقضايا اجتماعية. وصف النقاد الفيلم بأنه "رحلة اكتشاف الذات" و"تشريح لواقع مجتمع طاحن"، مشيدين بأداء عصام عمر وركين سعد، وبرؤية خالد منصور الإخراجية. أُشيد بالتصوير السينمائي الذي قدم القاهرة بصورة "مخيفة ومألوفة"، مع التركيز على عوالمها الخفية. كما نال الكلب رامبو تعاطفًا كبيرًا من الجمهور، حيث اعتُبر رمزًا للولاء والبراءة. ومع ذلك، أشار بعض النقاد إلى أن إيقاع الفيلم قد يكون بطيئًا في بعض المشاهد، مما قد لا يناسب عشاق الأفلام سريعة الوتيرة.
على منصات التواصل الاجتماعي، وصف مستخدمون الفيلم بأنه "أجمل فيلم مصري في السنوات الأخيرة"، مشيدين بحساسيته وقدرته على تصوير القاهرة بطريقة غير تقليدية دون "فذلكة" أو "تغريب". أشار آخرون إلى تأثيره العاطفي، خاصة في تصوير الألم الاجتماعي والشخصي لجيل ما بعد 2011.
كما حصل الفيلم من قبل على الجائزة الكبرى، وجائزة النقاد في الدورة الـ24 من مهرجان سينيميد في بلچيكا، وفاز بجائزة لجنة التحكيم بمهرجان البحر الأحمر السينمائي، كما حصل على تنويه خاص من لجنة التحكيم بالدورة الـ35 لأيام قرطاج السينمائية بتونس.

## وصلات خارجية
- البحث عن منفذ لخروج السيد رامبو على موقع IMDb (الإنجليزية)
- البحث عن منفذ لخروج السيد رامبو على موقع قاعدة بيانات الأفلام العربية
- البحث عن منفذ لخروج السيد رامبو على موقع قاعدة بيانات الفيلم (الإنجليزية)
- البحث عن منفذ لخروج السيد رامبو على موقع ليتربوكسد (الإنجليزية)